# Ln (Unix)
ln je standardní příkaz UN*Xových operačních systémů využívaný k vytváření alternativních jmen souborů. Ty mohou mít dvojí podobu:
- pevné odkazy ukazují přímo na fyzické místo na paměťovém médiu (například na konkrétní inode)
- symbolické odkazy ukazují na jiné jméno souboru

Příkaz ln slouží k vytváření obou typů odkazů, naopak jejich mazání lze provádět jako mazání obyčejných souborů příkazem rm.

## Manuálové stránky
- ln z GNU Coreutils
- ln z OpenBSD